# Media cuadrática

Construcción geométrica para hallar las medias aritmética (A), cuadrática (Q), geométrica (G) y armónica (H) de dos números a y b.

En matemáticas, la media cuadrática, valor cuadrático medio, raíz de la media cuadrática o RMS (del inglés  root mean square) es una medida estadística de la magnitud de una cantidad variable. Puede calcularse para una serie de valores discretos o para una función matemática de variable continua por ejemplo movimiento helicoidal. El nombre deriva del hecho de que es la raíz cuadrada de la media aritmética de los cuadrados  de los valores.
A veces la variable toma valores positivos y negativos, como ocurre, por ejemplo, en los errores de medida. En tal caso se puede estar interesado en obtener un promedio que no recoja los efectos del signo.
Este problema se resuelve, mediante la denominada media cuadrática. 
Consiste en elevar al cuadrado todas las observaciones (así los signos negativos desaparecen), en obtener después su media aritmética y en extraer, finalmente, la raíz cuadrada de dicha media para volver a la unidad de medida original. La desviación estándar es una media cuadrática.
Otras medias estadísticas son la media ponderada, la media generalizada, media armónica.

## Definición
La media cuadrática para una colección de N valores {x1, x2, ... , xn} de una variable discreta x, viene dada por la fórmula (1):
Para una función de variable continua f(t) definida sobre el intervalo  T1 ≤ t ≤ T2 viene dada por la expresión:

### Propiedad
Hay una relación de orden de las medias obtenidas  de una misma colección de valores
H≤ G ≤ A ≤ Q , donde H es la media armónica; G, la media geométrica; A, la media aritmética ; Q, la media cuadrática

## Aplicaciones

### Valor eficaz de una corriente alterna
Generalmente, el valor eficaz es usado en física e ingeniería, aunque tiene otros usos.

### Media cuadrática de la velocidad de un gas
En física, la media cuadrática de la velocidad de un gas se define como la raíz cuadrada de la media de los cuadrados de las velocidades de las moléculas de un gas. La velocidad RMS de un gas ideal es calculada usando la siguiente ecuación:
{\displaystyle {v_{\mathrm {RMS} }}={\sqrt {3kT \over {M}}}}
donde {\displaystyle k} representa la constante de Boltzmann (en este caso, 1.3806503*10-23J/K), T es la temperatura del gas en kelvins, y M es la masa del gas, medida en kilogramos.